# Koródy Károly
Koródy Károly (1887 – 1917) válogatott labdarúgó, középcsatár. 1917-ben az első világháborúban halt hősi halált

## Pályafutása

### Klubcsapatban
A Ferencvárosban 1905 és 1914 között 212 mérkőzésen szerepelt (106 bajnoki, 70 nemzetközi, 36 hazai díjmérkőzés) és 156 gólt szerzett (94 bajnoki, 62 egyéb).

### A válogatottban
1908 és 1912 között 15 alkalommal szerepelt a válogatottban és 7 gólt szerzett.

## Sikerei, díjai
- Magyar bajnokság
  - bajnok: 1905, 1906–07, 1908–09, 1909–10, 1910–11, 1911–12, 1912–13
  - 2.: 1907–08, 1913–14
- Magyar kupa
  - győztes: 1913
- Challenge Cup
  - győztes: 1909
- Ezüstlabda
  - győztes: 1906, 1908, 1909

## Statisztika

### Mérkőzései a válogatottban
| Magyarország | Magyarország      | Magyarország                | Magyarország  | Magyarország | Magyarország | Magyarország  | Magyarország | Magyarország |
| #            | Dátum             | Helyszín                    | Hazai         | Eredmény     | Vendég       | Kiírás        | Gólok        | Esemény      |
| ------------ | ----------------- | --------------------------- | ------------- | ------------ | ------------ | ------------- | ------------ | ------------ |
| 1.           | 1908. április 5.  | Budapest, Millenáris-pálya  | Magyarország  | 5 – 2        | Csehország   | barátságos    | -            |              |
| 2.           | 1908. május 3.    | Bécs, Hohe Warte            | Ausztria      | 4 – 0        | Magyarország | barátságos    | -            |              |
| 3.           | 1908. június 10.  | Budapest, Millenáris-pálya  | Magyarország  | 0 – 7        | Anglia       | barátságos    | -            |              |
| 4.           | 1908. november 1. | Budapest, Millenáris-pálya  | Magyarország  | 5 – 3        | Ausztria     | barátságos    | 1            | 70'          |
| 5.           | 1909. április 4.  | Budapest, Millenáris-pálya  | Magyarország  | 3 – 3        | Németország  | barátságos    | 1            | 60'          |
| 6.           | 1909. május 2.    | Bécs, Cricketer-pálya       | Ausztria      | 3 – 4        | Magyarország | barátságos    | -            |              |
| 7.           | 1909. május 30.   | Budapest, Millenáris-pálya  | Magyarország  | 1 – 1        | Ausztria     | barátságos    | -            |              |
| 8.           | 1910. május 26.   | Budapest, Millenáris-pálya  | Magyarország  | 6 – 1        | Olaszország  | barátságos    | 1            | 76'          |
| 9.           | 1910. november 6. | Budapest, Millenáris-pálya  | Magyarország  | 3 – 0        | Ausztria     | barátságos    | 2            | 27' 77'      |
| 10.          | 1911. január 1.   | Párizs, Stade du CAP        | Franciaország | 0 – 3        | Magyarország | barátságos    | -            |              |
| 11.          | 1911. január 6.   | Milánó, Stadio Civico Arena | Olaszország   | 0 – 1        | Magyarország | barátságos    | -            |              |
| 12.          | 1911. január 8.   | Zürich                      | Svájc         | 2 – 0        | Magyarország | barátságos    | -            |              |
| 13.          | 1911. október 29. | Budapest, Millenáris-pálya  | Magyarország  | 9 – 0        | Svájc        | barátságos    | 1            | 26'          |
| 14.          | 1911. november 5. | Budapest, Üllői úti pálya   | Magyarország  | 2 – 0        | Ausztria     | Wagner-serleg | 1            | 53'          |
| 15.          | 1912. április 14. | Budapest, Üllői úti pálya   | Magyarország  | 4 – 4        | Németország  | barátságos    | -            |              |
|              | Összesen          |                             |               | 15           | mérkőzés     |               | 7            | gól          |